# Geofyzikální válka
Geofyzikální válka (z angl. Geophysical warfare, geofyzikální válčení, též se používá spojení „Země coby zbraň“ – Earth as weapon) označuje záměrné zasahování do geofyzikálních procesů Země pro vedení války nebo obecně k vojenským účelům.
Mezi tyto zásahy patří:
- umělé změny klimatu na velkém prostoru
- vyvolání dlouhotrvajících dešťů
- vyvolání sucha
- vyvolání změn teplotního režimu
- vyvolání změn směru a intenzity cyklonů
- destrukce ozónové vrstvy
- změna elektromagnetických poměrů atmosféry
- toxikace atmosféry na základě přeměny atmosférického kyslíku v ozón za použití "superpumy"
- změny fyzikálních poměrů v mořích a oceánech, zvláště za účelem paralyzování činnosti ponorek
- radioaktivní zamoření vod
- zaplavení přímořských oblastí a přístavů umělým vlnobitím
- uměle vyvolané zatopení zemského povrchu
- vyvolání umělého zemětřesení a vulkanických výbuchů s využitím aktivních tektonických vrstev
- porušení soutěsek, změny toků řek
- úmyslně založené rozsáhlé požáry
- oteplení permafrostu, které povede ke zničení objektů (tradičních dřevěných staveb apod.)
- ničení rostlinné zeleně a vrchní vrstvy zemského povrchu
- usměrnění letu a dopadu asteroidů

Organizace spojených národů v jedné ze svých rezolucí z prosince 1974 praktiky geofyzikální války zakázala.